# Vielblättrige Zahnwurz
Die Vielblättrige Zahnwurz (Cardamine kitaibelii), auch Kitaibels Zahnwurz genannt, ist eine Pflanzenart aus der Gattung Schaumkräuter (Cardamine) innerhalb der Familie der Kreuzblütler (Brassicaceae).

## Beschreibung

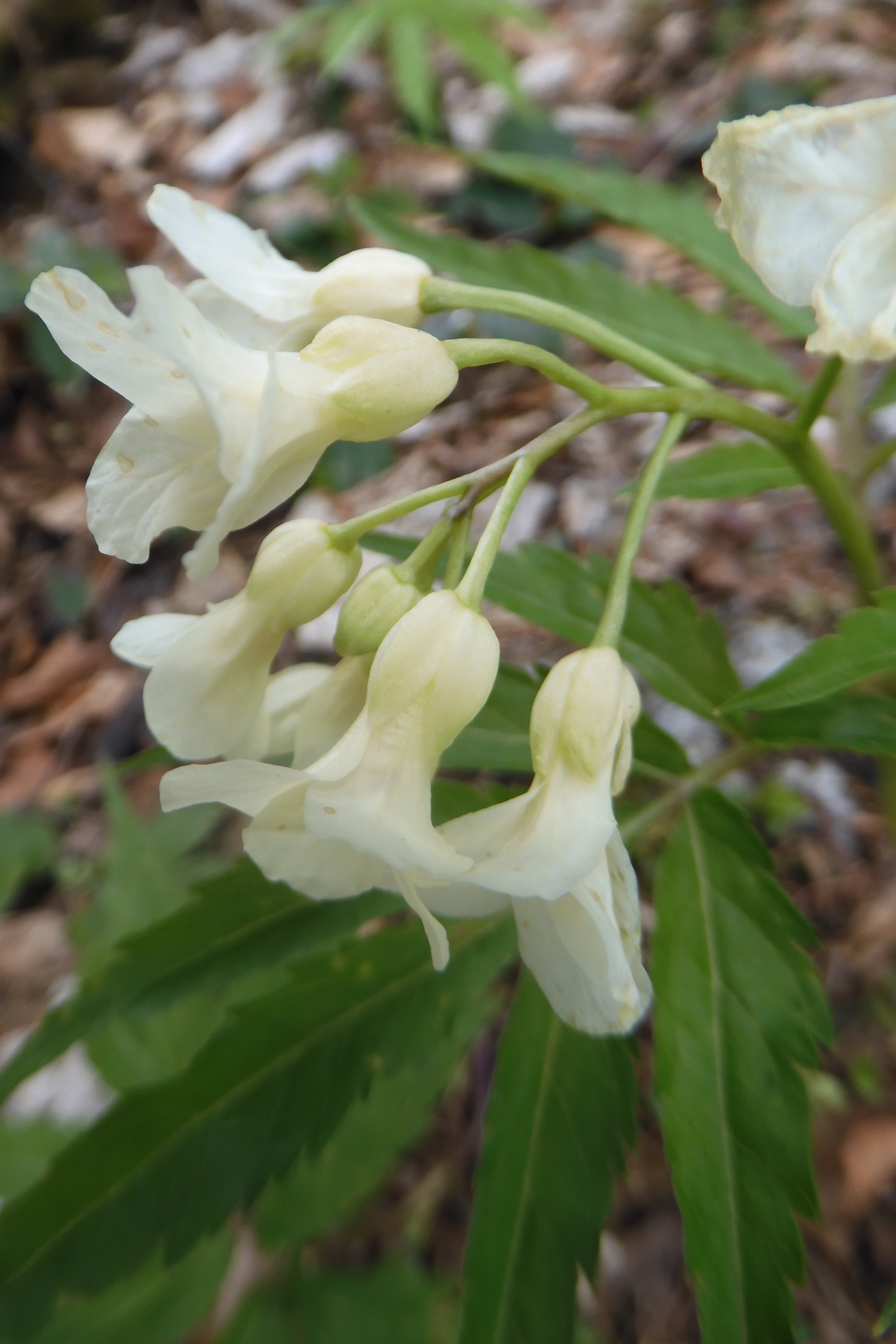
Blütenstand mit gestielten Blüten und ihrem Blütenkelch sowie -krone

### Vegetative Merkmale
Die Vielblättrige Zahnwurz ist eine ausdauernde krautige Pflanze, die Wuchshöhen von 20 bis 60 Zentimetern erreicht. Sie besitzt ein waagrecht kriechendes fleischiges Rhizom, das mit fleischigen Niederblättern bedeckt ist. Der aufrechte oder aufsteigende Stängel ist einfach und im unteren Teil dicht kurz behaart.
Grundständige Laubblätter sind selten vorhanden und haben einen langen Stiel. Die drei bis vier Stängelblätter sind einander genähert oder quirlig. Die Stängelblätter sind kurz gestielt und gefiedert. Jedes Laubblatt besitzt sieben bis neun schmal-lanzettliche Teilblättchen. Die Teilblättchen sind lang zugespitzt und ungleichmäßig gesägt.

### Generative Merkmale
Blütezeit ist März bis Mai. Der relativ kurze traubige Blütenstand enthält wenige stark duftenden Blüten. Die Blütenstiele sind aufrecht abstehend.
Die zwittrige Blüte ist vierzählig mit doppelter Blütenhülle. Die vier gelblich-grünen Kelchblätter sind lanzettlich eiförmig. Die Kelchblätter sind halb so lang wie der Kronblätter. Die vier hellgelben Kronblätter sind bei einer Länge von 15 bis 20 Millimetern verkehrt-eiförmig und in einen langen Nagel verschmälert. Die äußeren Staubblätter sind 9 bis 10 Millimeter lang, die inneren 11 bis 12 Millimeter. Die gelben Staubbeutel sind etwa 3 Millimeter lang.
Der Fruchtstiel ist an seinem oberen Ende verdickt. Die Schote ist bei einer Länge von 40 bis 66 Millimetern sowie einem Durchmesser von 2,5 bis 5 Millimetern linealisch-lanzettlich. Der Griffel ist an der Frucht nur 1 bis 4 Millimeter lang. Die gelb-braunen, glänzenden Samen sind 2 bis 4 Millimeter lang und 2,5 bis 3 Millimeter breit.
Die Chromosomenzahl beträgt 2n = 48.

## Vorkommen
Die Vielblättrige Zahnwurz kommt in der Schweiz, in Italien, Slowenien, Kroatien sowie Bosnien und Herzegowina vor.
Sie gedeiht in frischen, krautreichen Buchen- und Buchenmischwäldern oder Schluchtwäldern in Höhenlagen von 430 bis 1660 Metern.
Die ökologischen Zeigerwerte nach Landolt et al. 2010 sind in der Schweiz: Feuchtezahl F = 3 (mäßig feucht), Lichtzahl L = 2 (schattig), Reaktionszahl R = 4 (neutral bis basisch), Temperaturzahl T = 3+ (unter-montan und ober-kollin), Nährstoffzahl N = 4 (nährstoffreich), Kontinentalitätszahl K = 3 (subozeanisch bis subkontinental).

## Taxonomie
Die Erstbeschreibung erfolgte 1803 unter dem Namen Dentaria polyphylla durch Franz Adam von Waldstein-Wartenberg und Pál Kitaibel in Descriptiones et icones plantarum rariorum Hungariae, Band 2, S. 174, Tafel 160. In der Gattung Cardamine war der Name Cardamine polyphylla schon für eine andere Art vergeben. Alfred Becherer schuf daher den neuen Namen Cardamine kitaibelii in Berichte der Schweizerischen Botanischen Gesellschaft, Band 43, S. 57, 1934.

## Volksnamen
Die Vielblättrige Zahnwurz heißt im Züricher Oberland Steinbrecher.